# Häxprocessen i Köpenhamn
Häxprocessen i Köpenhamn 1590-1591, var en av de största och mest kända häxprocesserna i Danmark. Den resulterade i att tretton personer brändes på bål. 

## Bakgrund
Den 1 september 1589 lämnade kung Kristian IV:s syster Anna av Danmark Köpenhamn med 13 av den danska flottans 34 skepp till sitt bröllop med Jakob VI av Skottland. Flottan råkade ut för ett flertal olyckor så snart det lämnade land: bland annat dog två soldater under avskedssaluten, en man dödades när en kanon exploderade, en storm skingrade skeppen, som blåste ur kurs och knappt lyckades ta sig i land vid Kristiansand i Norge, där två av skeppen, däribland Gideon, där Anna befann sig, fick en läcka, och sjömän föll över bord och klämdes ihjäl mellan skeppen. När man försökte segla till Skottland från Norge, hindrades skeppen av en storm så svår att de tvingades tillbaka till Norge. Slutligen beslutades det att bröllopet skulle äga rum i Oslo, där Anna skickades och Jakob snart anlände från Skottland. Paret återvände sedan till Köpenhamn, där de tillbringade vintern 1589-90.  
Många rykten uppkom kring flottans fiasko. Riksamiral Peder Munk, som hade haft befälet över flottan och misslyckats med sitt uppdrag, lade skulden på finansministern, räntmästare Christoffer Valkendorf (1525-1601), som han anklagade för att inte ha gett medel nog för att utrusta flottan mot dåligt väder. Valkendorf kunde dock bevisa att tillräckliga medel hade getts. Samtidigt cirkulerade rykten om att skeppen i själva verket hade blivit förtrollade av häxor, för att förhindra dem att färdas över Nordsjön. Jakob VI satte genast tilltro till ryktena, som också fick medhåll av flera av de välutbildade människor han besökte och konsulterade under sin vistelse i Köpenhamn. Vid denna tid var häxeri ett stort samtalsämne i Danmark på grund av den pågående gigantiska häxprocessen i Trier i Tyskland, som beskrevs i nyhetspamfletter i Danmark - bland annat ’En forskreckelig oc sand bescriffuelse om mange Troldfolck’ - och i dess danska utgivning påpekades också att det även i Danmark härjade häxor som förtrollat skeppen. I april 1590 avreste slutligen Jakob VI och Anna av Danmark till Skottland.

## Processen
Vid den här tidpunkten satt redan en kvinna, Ane Koldings, i fängelse i Gråbrødre Torv i Köpenhamn anklagad för häxeri, även om det inte hade något samband med flottan. Hon dömdes till döden för trolldom i maj 1590, och fick öknamnen Djævelens Moder. Under sommaren skulle hon avrättas. Hon fick ta emot flera besök då hon satt i fängelse och erkände för två präster och tre kvinnliga besökare. Köpenhamns borgmästare uppgav senare, att han hade handlat på uppdrag av Christoffer Valkendorf, då Koldings fall plötsligt, sedan hon redan blivit dömd, länkades till fallet med den förtrollade flottan. Prästerna uppgav efter förhöret att Koldings ”ikke bekendt noget om skibsflåden, men det er siden blevet rygtet”. Ane Koldings angav efter tortyr fem kvinnor som hade medverkat i den sammankomst i Karens hus, där de sades ha orsakat stormen genom att sända smådjävlar upp på kölen till prinsessans skepp. Koldings medåtalade, en bondkvinna vars namn är okänt, hade begått självmord i fängelset, vilket sågs som ett erkännande. 
Koldings brändes på bål i juli 1590, och under juli 1590 greps nio kvinnor och en man, åtalade för att tillsammans med den avrättade Ane Koldings ha förtrollat flottan 1589. De flesta var fattiga, med en av de arresterade var gift med den kungliga vintapparen på Köpenhamns slott och en annan, Malin, med borgmästaren i Helsingör. Processen tilldrog sig enorm uppmärksamhet. De åtalade erkände sig skyldiga med hjälp av tortyr, och angav då ytterligare medbrottslingar, vilket ledde till gripandet av ytterligare tre kvinnor. 
Karen Vävare greps i juli 1590. Hon bekände att hon hade orsakat stormen och pekade ut sina medbrottslingar. Hon bekräftade att de alla hade medverkat i den häxkonspiration som den redan avrättade Ane Koldings hade varit delaktig i. En grupp på minst åtta kvinnor ska ha samlats hos Jakob Skrivers hustru, Margrethe. Jakob Skriver hade lovat dem att bli belönade för att förtrolla skeppen. De hade därefter orsakat stormen genom att sända ut smådjävlar - sina hjälpdjävlar - ut till skeppen i tomma öltunnor och hängt sig i kölen. Både riksamiral Peder Munk och finansminister Christoffer Valkendorf frikändes alltså från ansvar för flottans fiasko, eftersom kungafamiljen istället hade varit utsatt för ett attentat av Djävulen, vars makter, med tanke på vad som pågick i Tyskland, uppenbart var på frammarsch i Europa. Häxprocessen resulterade i att tolv personer efter Koldings avrättades genom att brännas levande på bål på Kronborg i Helsingör. 

## Efterspel
Häxprocessen i Köpenhamn hade samband med den berömda häxprocessen i North Berwick. När Jakob och Anna nådde Skottland, tackade hela följet Gud för att ha nått land trots häxornas konspiration. I slutet av 1590 greps en kvinna i Skottland anklagad för att vara del av en skotsk häxkonspiration, som från denna sida av Nordsjön hade konspirerat mot flottan på samma sätt som häxorna i Danmark. 